# Ludwig Krieger
Ludwig Max Krieger (* 16. Februar 1887 in Dresden; † 24. April 1974 in Bonn) war ein deutscher Parlamentsstenograf.

## Leben und Tätigkeit
Krieger wurde als Sohn des Büroassistenten Friedrich Auguste Krieger geboren, der früh verstarb. Während seiner Schulzeit auf dem Städtischen Gymnasium (Annenschule) in Dresden gründete er den Stenographenverein Gabelsberger. Nach dem Abitur 1906 studierte er Neuere Sprachen, Germanistik und Philosophie an der Universität Leipzig und, ohne Abschluss, Volkswirtschaft und Staatswissenschaften an der Friedrich-Wilhelms-Universität Berlin. Er wurde 1907 Mitglied der Berliner Burschenschaft Gothia, die sich damals noch Stenographen-Verein Gabelsberger nannte. 1909/10 wurde er Mitglied der Burschenschaft Ghibellinia Leipzig, die später nach Hannover verlegte.
Bei Ernst Ahnert vom Königlich-Sächsischen Stenographischen Institut hatte er sich zum Stenographen ausbilden lassen. 1907 bestand er die staatliche Prüfung für Stenographielehrer mit Lehrbefähigung für höhere Schulen. 1908 trat Krieger als Student als Stenograph in den Dienst des Deutschen Reichstages in Berlin ein. Die Stellung als Parlamentsstenograph des Reichstages bzw. später des Bundestages übte er über alle politischen Systemwechsel hinweg knapp 50 Jahre lang bis 1957 aus: So fertigte er in gleicher Weise während des Kaiserreiches, während der Weimarer Republik, während der NS-Zeit und während der ersten sieben Jahre der Bundesrepublik stenographische Mitschriften der Sitzungen des deutschen Parlamentes (bzw. der während der NS-Zeit an seine Stelle getretenen Repräsentationskörperschaft) an. Daneben wurde Krieger als Protokollant von Sitzungen des Reichsgerichts herangezogen.
Während des Ersten Weltkriegs war er beim Stab des Chefs des Generalstabes des Feldheeres in Berlin eingesetzt, bevor er mit der Verlegung des Kaiserlichen Großen Hauptquartiers zog und bis 1918 unter anderem in Koblenz, Luxemburg, Charleville-Mézières, Bad Kreuznach und Spa diente.
Am 16. November 1937 beantragte er die Aufnahme in die NSDAP und wurde rückwirkend zum 1. Mai desselben Jahres aufgenommen (Mitgliedsnummer 5.851.356). Er gehörte auch dem Reichsbeamtenbund, dem Reichsluftschutzbund und der Deutschen Arbeitsfront an.
Während des Zweiten Weltkriegs war Krieger von 1941 bis Mai 1945 Leiter des Stenographenbureaus des Reichstags, ab März 1945 im Range eines Oberregierungsrates, und war ab Februar 1943 auch im Führerhauptquartier als Stenograf tätig. Hier hatte er wie sieben weitere Stenographen die Aufgabe, alle wichtigen militärischen Besprechungen Adolf Hitlers mit den Befehlshabern der verschiedenen Heeresteile, den Befehlshabern der verschiedenen Kriegsschauplätze, Generalstabschefs, Heeresteilen usw. (im Regelfall die Morgen- und Abendlage) mitzustenographieren sowie anschließend reguläre Voll-Text-Protokolle der Besprechungen auf Grundlage der Stenogramme anzufertigen.
Nach der Einkreisung Berlins durch die Rote Armee im April 1945 wurde Krieger zusammen mit fünf weiteren Hitler-Stenographen und den Schreibkräften des Stenographischen Dienstes im Führerhauptquartier auf Befehl Hitlers aus Berlin ausgeflogen.
Bei Kriegsende wurde Krieger von den Alliierten verhaftet und im Rahmen der Nürnberger Prozesse als Zeuge vernommen, wobei unter anderem seine Auskünfte über Vorgänge im Führerhauptquartier als Beweismaterial der Anklage, speziell gegen im Verfahren gegen den Chef des Oberkommandos der Wehrmacht Wilhelm Keitel, den engste militärischen Führungsgehilfen Hitlers in den Jahren 1938 bis 1945, verwendet wurden. Krieger befand sich bis 1948 in US-amerikanischer Gefangenschaft, teilweise im Internierungslager Dachau.
Auch nach dem Ende der Kriegsverbrecher-Prozesse wurde Krieger von zahlreichen Historikern und im Rahmen von Prozessen in der frühen Bundesrepublik als Zeuge befragt, da er in seiner Eigenschaft als Stenograph zahlreichen historisch/politisch bedeutsamen Zusammenkünften der höchsten Führungsebene der NS-Diktatur oder (als Gerichtsprotokollant) bedeutenden Gerichtssitzungen dieser Zeit beigewohnt hatte: So war Krieger Protokollführer im Prozess gegen Martin Niemöller im Jahr 1937, im Ehrengerichts-Verfahren gegen den Chef der Heeresleitung Werner von Fritsch im Jahr 1938 und in der Göring-Konferenz nach der Reichskristallnacht.
Nach der Gründung der Bundesrepublik kehrte Krieger in seine Position als Parlamentsstenograph zurück: Er wurde der erste Leiter des Stenographischen Dienstes des Bundestages und war nach seiner Pensionierung ab 1953 auch noch als Revisor im Stenographischen Dienst des Bundestages und des Europarates tätig.

## Ehrungen
- 1915: Eisernes Kreuz, II. Klasse
- 1917: Sächsischer Albrechts-Orden, Ritterkreuz 2. Klasse mit Schwertern
- Zweiter Weltkrieg: Silbernes Treudienst-Ehrenzeichen
- 1952: Bundesverdienstkreuz
- Ehrenmitglied des Comité Européen pour la recherche scientifique des origines et des conséquences de la deuxième guerre mondiale in Luxemburg
- Ehrenmitglied des Verbands der Parlaments- und Verhandlungsstenografen